# 宇文術
宇文術（570年代—581年），周宣帝宇文赟的第三子，母皇甫姬。大象二年七月癸丑（580年8月25日），封郢王。与邺王宇文衎都被隋文帝杀害，国除。

## 资料来源
- 《周書》
- 《北史》

1. ↑  《周書·靜帝紀》：癸丑，封皇弟術為鄴王，衎為郢王。